# Gonnehem
Gonnehem és un municipi francès situat al departament del Pas de Calais i a la regió dels Alts de França. L'any 2007 tenia 2.289 habitants.

## Demografia

### Població
El 2007 la població de fet de Gonnehem era de 2.289 persones. Hi havia 829 famílies de les quals 151 eren unipersonals (62 homes vivint sols i 89 dones vivint soles), 271 parelles sense fills, 368 parelles amb fills i 39 famílies monoparentals amb fills.
La població ha evolucionat segons el següent gràfic:
Habitants censats

### Habitatges
El 2007 hi havia 896 habitatges, 845 eren l'habitatge principal de la família, 11 eren segones residències i 39 estaven desocupats. 890 eren cases i 5 eren apartaments. Dels 845 habitatges principals, 739 estaven ocupats pels seus propietaris, 92 estaven llogats i ocupats pels llogaters i 15 estaven cedits a títol gratuït; 9 tenien dues cambres, 57 en tenien tres, 168 en tenien quatre i 612 en tenien cinc o més. 732 habitatges disposaven pel capbaix d'una plaça de pàrquing. A 325 habitatges hi havia un automòbil i a 466 n'hi havia dos o més.

### Piràmide de població
La piràmide de població per edats i sexe el 2009 era:
| Homes | Edats   | Dones |
| ----- | ------- | ----- |
| 0     | 95 o +  | 0     |
| 4     | 90 a 94 | 0     |
| 0     | 85 a 89 | 24    |
| 8     | 80 a 84 | 4     |
| 24    | 75 a 79 | 44    |
| 12    | 70 a 74 | 36    |
| 24    | 65 a 69 | 48    |
| 68    | 60 a 64 | 36    |
| 56    | 55 a 59 | 52    |
| 76    | 50 a 54 | 80    |
| 80    | 45 a 49 | 88    |
| 80    | 40 a 44 | 100   |
| 136   | 35 a 39 | 108   |
| 44    | 30 a 34 | 68    |
| 44    | 25 a 29 | 52    |
| 56    | 20 a 24 | 52    |
| 112   | 15 a 19 | 96    |
| 124   | 10 a 14 | 80    |
| 104   | 5 a 9   | 60    |
| 44    | 0 a 4   | 32    |

## Economia
El 2007 la població en edat de treballar era de 1.565 persones, 1.119 eren actives i 446 eren inactives. De les 1.119 persones actives 1.001 estaven ocupades (584 homes i 417 dones) i 118 estaven aturades (47 homes i 71 dones). De les 446 persones inactives 167 estaven jubilades, 145 estaven estudiant i 134 estaven classificades com a «altres inactius».

### Ingressos
El 2009 a Gonnehem hi havia 868 unitats fiscals que integraven 2.407 persones, la mediana anual d'ingressos fiscals per persona era de 19.151,5 €.

### Activitats econòmiques
Dels 52 establiments que hi havia el 2007, 1 era d'una empresa extractiva, 2 d'empreses alimentàries, 1 d'una empresa de fabricació de material elèctric, 2 d'empreses de fabricació d'altres productes industrials, 13 d'empreses de construcció, 10 d'empreses de comerç i reparació d'automòbils, 2 d'empreses de transport, 4 d'empreses d'hostatgeria i restauració, 1 d'una empresa financera, 4 d'empreses de serveis, 6 d'entitats de l'administració pública i 6 d'empreses classificades com a «altres activitats de serveis».
Dels 19 establiments de servei als particulars que hi havia el 2009, 2 eren paletes, 3 guixaires pintors, 2 fusteries, 3 lampisteries, 1 electricista, 1 empresa de construcció, 5 perruqueries i 2 restaurants.
Dels 2 establiments comercials que hi havia el 2009, 1 era una botiga de més de 120 m² i 1 una botiga de menys de 120 m².
L'any 2000 a Gonnehem hi havia 26 explotacions agrícoles que ocupaven un total de 860 hectàrees.

## Equipaments sanitaris i escolars
L'únic equipament sanitari que hi havia el 2009 era una farmàcia.
El 2009 hi havia 1 escola maternal i 1 escola elemental.

## Poblacions més properes
El següent diagrama mostra les poblacions més properes.